# Thomas L. Clingman
Thomas L. Clingman (Huntsville, 1812. július 27. – Morganton, 1897. november 3.) az Amerikai Egyesült Államok szenátora (Észak-Karolina, 1858–1861).